# How to Save a Life
How to Save a Life è l'album di debutto del gruppo musicale statunitense The Fray, pubblicato nel 2005.

## Tracce
1. She Is – 3:56
2. Over My Head (Cable Car) – 3:58
3. How to Save a Life – 4:23
4. All at Once – 3:48
5. Fall Away – 4:23
6. Heaven Forbid – 3:59
7. Look After You – 4:28
8. Hundred – 4:13
9. Vienna – 3:51
10. Dead Wrong – 3:05
11. Little House – 2:30
12. Trust Me – 3:22

## Date di pubblicazione
| Paese                                                  | Data              | Etichetta Discografica |
| ------------------------------------------------------ | ----------------- | ---------------------- |
| Australia, Canada, Irlanda, Nuova Zelanda, Regno Unito | 13 settembre 2005 | Universal Music        |
| Italia                                                 | primavera 2007    | Universal Music        |